# Улица Айрата Хайруллина (Казань)
Улица Айрата Хайруллина (тат. Айрат Хәйруллин урамы, Ayrat Xäyrullin uramı) — небольшая улица в Приволжском районе Казани.

## География
Пересекается со следующими улицами:
- улица Агрономическая
- Спартаковская улица[вд]

Ближайшие параллельные улицы: Газовая и Халева. Ближайшая станция метро — «Суконная слобода». Улица имеет по одной полосе движения в каждом направлении.

## История
Возникла не позднее 2-й половины XIX века. До революции 1917 года имела название Односторонка Газовой дальняя и относилась к 4-й полицейской части. Название было дано по газовому заводу, основанному в 1874 году и находившемуся в районе современных улиц Газовая, 2-я Газовая, Спартаковская и Павлюхина.
В 1914 году постановлением Казанской городской думы была переименована в Пермскую улицу, но фактически это название не использовалось. Во второй половине 1920-х гг. переименована во 2-ю Газовую, а позже — в Трамвайную улицу. 
Ко второй половине 1930-х годов на улице находилось 9 домовладений: №№ 1 по нечётной стороне и №№ 2, 4, 8–18 по чётной стороне. Большинство домов были частными, 1 дом принадлежал домоуправлению, по нечётной стороне находились бараки (все под № 1).
20 октября 1955 года вновь названа 2-й Газовой улицей, а постановлением горисполкома № 4735 от 29 декабря 2022 года переименована в улицу Айрата Хайруллина.
В первые годы советской власти административно относилась к 4-й части города; после введения в городе административных районов относилась к Бауманскому (до 1935), Молотовскому (1935–1942), Свердловскому (1942–1956) и Приволжскому (с 1956 года) районам.

## Транспорт
Ранними проектами строительства Казанского метрополитена была предусмотрена станция «Агрономическая» (предлагалось также название «Ипподромная»), которая должна была находиться на пересечении улиц 2-я Газовая и Агрономическая. Однако от её строительства и строительства станции «Вахитовская» (пересечение улиц Свердлова и Луковского) решено было отказаться в пользу строительства станции «Суконная слобода».

## Примечательные объекты
- №№ 3, 5 — жилые дома завода «Теплоконтроль».[24] [25]
- № 5/1 — граффити «Муса Джалиль»[26].